# Chetek (Wisconsin)
Chetek – miasto w Stanach Zjednoczonych, w stanie Wisconsin, w hrabstwie Barron.